# Gülsim Ali
Gülsim İlhan Ali (* 18. Februar 1995 in Russe, Bulgarien) ist eine türkische Schauspielerin und Model.

## Leben und Karriere
Ali wurde am 18. Februar 1995 in Russe geboren. Ihre Eltern gehören zu der türkische Minderheit in Bulgarien. Sie spricht fließend Türkisch, Englisch, Bulgarisch und Japanisch. 2009 nahm sie an der 'Super Model Ford Models Bulgaria' teil und gewann. Im selben Jahr nahm sie am Ford Models of the World beauty contest in Brasilien teil.
Ihr Debüt gab sie 2012 in der Fernsehserie Balkanlar 1912. Danach bekam sie eine Rolle in Hanım Köylü. Ali spielte in Diriliş Ertuğrul die Hauptrolle. 2019 wurde sie für die Serie Yüzleşme gecastet. Außerdem trat sie in Payitaht Abdülhamid auf. Ihre nächste Hauptrolle bekam Ali 2020 in Gönül Dağı.

## Filmografie
Filme
- 2022: Kurtuluş Hatt

Serien
- 2012: Son Yaz - Balkanlar 1912
- 2015: Son Çıkış
- 2016: Seddülbahir 32 Saat
- 2016: Hanım Köylü
- 2016–2018: Diriliş Ertuğrul
- 2019: Yüzleşme
- 2019–2020: Payitaht Abdülhamid
- 2020–2022: Gönül Dağı
- 2022: Selahaddin Eyyubi